# オルガ・エシナ
オルガ・エシナ（ロシア語ラテン翻字: Olga Esina, ロシア語: Ольга Есина, 1986年 - ）は、ロシア生まれのバレリーナ。サンクトペテルブルクのワガノワ・バレエ・アカデミー卒業。2010年にはウィーン国立バレエ団の最高位である第1ソリストに就任した。2012年ウィーンニューイヤーコンサートではウィーンの代名詞ともいえる「ワルツ"美しく青きドナウ"」をウィーン国立バレエ団の顔として堂々たるダンスで魅せた。

## 幼少期、青年期
オルガ・エシナは、1986年ロシア、サンクトペテルブルクで生まれた。5歳でバレエを習い始める。1996年、10歳の頃にロシアサンクトペテルブルクのワガノワ・バレエ・アカデミーへ入学し、2004年まで在学していた。講師はD.レベデワ、N. アレクサンドロワ, V. Tsiruliova、L. コワリョワ。シニア在籍中、アカデミーのリサイタルに参加し、『バヤデール』、『ジゼル』のパ・ド・ドゥ、『海賊』のパ・ド・ドゥ、ローラン・プティとヤコブソンの『ミニチュア』などのヴァリエーションを踊った。2004年から2006年まで、マリインスキー劇場のバレエ団に所属し、オルガ・モイセーワの指導を受けた。

## ウィーン国立バレエ団での経歴
2006年にバレエのプリンシパルダンサーとして、ウィーン国立歌劇場とウィーン・フォルクスオーパーに入団した。2010年にウィーン国立バレエ団の最高位である第1ソリストに就任し、数々の主要な役を華麗に踊る。
ルドルフ・ヌレエフ版『白鳥の湖』のオデット／オディールや、『ドン・キホーテ』森の女王、『眠れる森の美女 (チャイコフスキー)| 眠れる森の美女』のリラの精、ジョージ・バランシンの『アレポ』『THE FOUR TEMPERAMENTS』『La Valse』などを踊った。2010年と2012年には、 Vienna Opera Ball（ヴィーナー・オーパンバル、独: Wiener Opernball）に出演。

## 受賞
2006年のブノワ賞（Prix Benois de la Danse）ノミネート、2008年にTHE INTERNATIONAL DANCE MAGAZINE『Ballet 2000』受賞。2012年ブノワ賞（Prix Benois de la Danse）ノミネート、2014年タリオーニ賞（ベルリン）受賞。

## ウィーン国立バレエ団のでレパートリー
- ルドルフ・ヌレエフ版『白鳥の湖』のオデット／オディール
- ジュラ・ハランゴゾが監督した『コッペリア』のスワニルダ
- ジュラ・ハランゴゾ『くるみ割り人形』のマリー姫
- エレナ チェルニショヴァ『ジゼル』のミルタ
- ルドルフ・ヌレエフ版『ドン・キホーテ』の森の女王
- ヴラジーミル・マラーホフ『ラ・バヤデール』のガムザッティ
- ローラン・プティ『こうもり』のベラ
- モーリス・ベジャール『海賊』のアダ（エイダ）
- ジョン・クランコ『ロミオとジュリエット』のジュリエット
- ケネス・マクミラン『マノン』のマノン
- ボリス・エイフマン『アンナ・カレーニナ』のアンナ・カレーニナ
- ジュラ・ハランゴゾ「プロムナード・コンサート」でのプリマドンナ
- マリウス・プティパ『パキータ』での主要な役全て
- ジョージ・バランシン『テーマとヴァリエーション』
- ジェローム・ロビンズ『イン・ザ・ナイト』『 グラス・ピーシズ』
- ジョン・ノイマイヤー『Bach Suite III』
- Jorma Elo『Glow - Stop』
- ウィリアム・フォーサイス『スリンガーランドパ・ド・ドゥ』
- ローラン・プティ『ノートルダム・ド・パリ』パ・ド・ドゥ
- Jorma Elo『夏の夜の夢』のティターニア
- パトリック・ド・バナ『『マリー・アントワネット』のマリー・アントワネット
- Davide Bombana振付の『ワルツ"美しく青きドナウ"』inウィーンニューイヤーコンサート

ゲストダンサーとしてハンガリー、フランス、アルゼンチン、イタリア、ロシア、ドイツ、英国での公演にも出演した。

## DVD - Blu-ray
- ルドルフ・ヌレエフ版『白鳥の湖』: C Major Entertainment - Release Date: October 28, 2014 - ASIN: B00NCZ97T0 (Blu-ray ASIN: B00NG4B6L4)